# Hormosinellidae
Hormosinellidae es una familia de foraminíferos bentónicos de la Superfamilia Hormosinelloidea, del Suborden Hormosinina y del Orden Lituolida. Su rango cronoestratigráfico abarca desde el Carbonífero hasta la Actualidad.

## Discusión
Clasificaciones previas hubiesen incluido Hormosinellidae en la Superfamilia Hormosinoidea, así como en el Suborden Textulariina o en el Orden Lituolida sin diferenciar el Suborden Hormosinina.

## Clasificación
Hormosinellidae incluye a los siguientes géneros:
- Archimerismus
- Caudammina
- Hormosinella
- Reophanus
- Rockfordina
- Rothina
- Subreophax

Otros géneros considerados en Hormosinellidae son:
- Cadminus, aceptado como Hormosinella
- Carpathiella, aceptado como Caudammina
- Hormosinelloides, aceptado como Hormosinella